# Saroba assimilis
Saroba assimilis är en fjärilsart som beskrevs av Rothschild 1916. Saroba assimilis ingår i släktet Saroba och familjen nattflyn. Inga underarter finns listade.